# Meshtastic
Meshtastic es un protocolo inalámbrico descentralizado basado en LoRa. El objetivo principal del proyecto es habilitar la comunicación de largo alcance y bajo consumo energético en bandas de radio sin licencia. Está diseñado para el intercambio de mensajes de texto y datos en entornos sin infraestructura, con aplicaciones potenciales en proyectos de IoT donde se necesita un sistema de comunicación descentralizado.
Meshtastic utiliza LoRa en modo punto a punto (P2P), un protocolo de radio de largo alcance, para formar una red mallada mediante la retransmisión de mensajes que extienden el alcance de la comunicación. Cada dispositivo puede conectarse con un solo teléfono, permitiendo mensajería en áreas sin cobertura, lo que lo hace útil no solo para mensajes sino también para transmisiones de datos.

## Hardware
Meshtastic emplea placas de desarrollo como ESP32 y nRF52840, que soportan tecnologías de comunicación LoRa y BLE, junto con receptores GNSS. Estos dispositivos permiten conectividad fluida con aplicaciones móviles a través de Bluetooth o Wi-Fi, permitiendo la retransmisión de mensajes de largo alcance por medio de transceptores LoRa. Esta configuración es ideal para desarrollar comunicadores que no dependen de infraestructura convencional.
Existen placas y kits Meshtastic diseñados comercialmente disponibles.